# Кезенешть (Гіорою, Вилча)
Кезенешть, Кезенешті (рум. Căzănești) — село у повіті Вилча в Румунії. Входить до складу комуни Гіорою.
Село розташоване на відстані 176 км на захід від Бухареста, 64 км на південний захід від Римніку-Вилчі, 35 км на північ від Крайови.

## Населення
За даними перепису населення 2002 року у селі проживали 277 осіб, усі — румуни. Усі жителі села рідною мовою назвали румунську.